# Красноярська сільська рада (Чорноморський район)
Красноя́рська сільська́ ра́да — адміністративно-територіальна одиниця та орган місцевого самоврядування в Чорноморському районі Автономної Республіки Крим. Адміністративний центр — село Красноярське.

## Загальні відомості
- Населення ради: 1 074 особи (станом на 2001 рік)

## Населені пункти
Сільській раді були підпорядковані населені пункти:
- с. Красноярське
- с. Ленське

## Склад ради
Рада складалася з 16 депутатів та голови.
- Голова ради: Сергутіна Раїса Миколаївна
- Секретар ради: Юр'єва Муніра Шарифзянівна

### Керівний склад попередніх скликань
| Прізвище, ім'я, по батькові | Основні відомості                                                                     | Дата обрання | Дата звільнення |
| --------------------------- | ------------------------------------------------------------------------------------- | ------------ | --------------- |
| Глушко Людмила Петрівна     | Сільський голова, 1956 року народження, позапартійна                                  | 26.03.2006   | 26.02.2008      |
| Бекиров Ебазер Серверорвич  | Сільський голова, 1962 року народження, безпартійний                                  | 30.11.2008   | 31.10.2010      |
| Сергутіна Раїса Миколаївна  | Сільський голова, 1958 року народження, освіта середня загальна, член Партії регіонів | 31.10.2010   |                 |

Примітка: таблиця складена за даними сайту Верховної Ради України

### Депутати
За результатами місцевих виборів 2010 року депутатами ради стали:

#### За суб'єктами висування
| Суб'єкт висування | Кількість обраних депутатів | %    |
| ----------------- | --------------------------- | ---- |
| Партія регіонів   | 14                          | 87,5 |
| Самовисування     | 2                           | 12,5 |

#### За округами
| № округу        | Прізвище, ім'я, по батькові    | Дата визнання обраним | Освіта  | Партійна приналежність | Відомості про обраного депутата                                                        |
| --------------- | ------------------------------ | --------------------- | ------- | ---------------------- | -------------------------------------------------------------------------------------- |
| Партія регіонів |                                |                       |         |                        |                                                                                        |
| 1               | Ясинський Валерій Миколайович  | 06.11.2010            | середня | член Партії регіонів   | ТОВ «Сармат», слюсар                                                                   |
| 2               | Шишков Євген Миколайович       | 06.11.2010            | середня | член Партії регіонів   | СВК «Красноярський», бригадир                                                          |
| 4               | Шнякін Олег Анатолійович       | 06.11.2010            | вища    | член Партії регіонів   | ООО «Приозерне Агро», головний агроном                                                 |
| 5               | Глушко Людмила Петрівна        | 06.11.2010            | вища    | член Партії регіонів   | тимчасово не працює                                                                    |
| 6               | Тимченко Олександр Аркадійович | 06.11.2010            | середня | член Партії регіонів   | приватний підприємець                                                                  |
| 7               | Мелешко Катерина Іванівна      | 06.11.2010            | вища    | член Партії регіонів   | Красноярська загальноосвітня школа, вчитель                                            |
| 8               | Малкова Олена Олександрівна    | 06.11.2010            | вища    | член Партії регіонів   | Красноярська загальноосвітня школа, вчитель                                            |
| 9               | Юр'єва Муніра Шарифзянівна     | 06.11.2010            | вища    | член Партії регіонів   | Красноярська сільська рада, секретар                                                   |
| 10              | Гайдук Тетяна Василівна        | 06.11.2010            | вища    | член Партії регіонів   | Кримське Республіканське управління «Психіатрична лікарня № 4», головна медична сестра |
| 11              | Сідорова Марія Миколаївна      | 06.11.2010            | вища    | член Партії регіонів   | Кримське Республіканське управління «Психіатрична лікарня № 4», старша медична сестра  |
| 12              | Сайтасанова Зарема Неріманівна | 06.11.2010            | вища    | позапартійна           | Красноярський дошкільний навчальний заклад «Золотий півник», завідуча                  |
| 13              | Іщук Людмила Анатоліївна       | 06.11.2010            | середня | член Партії регіонів   | Кримське Республіканське управління «Психіатрична лікарня № 4», молодша сестра         |
| 14              | Бекірова Діляра Сеітяг'яєвна   | 06.11.2010            | середня | член Партії регіонів   | Кримське Республіканське управління «Психіатрична лікарня № 4», дезінфектор            |
| 16              | Суняйкіна Олена Іванівна       | 06.11.2010            | вища    | член Партії регіонів   | Красноярська загальноосвітня школа, технічний робітник                                 |
| Самовисування   |                                |                       |         |                        |                                                                                        |
| 3               | Карабут Петро Олександрович    | 06.11.2010            | середня | позапартійний          | Кримське Республіканське управління «Психіатрична лікарня № 4», санітар                |
| 15              | Османов Леман Зеврійович       | 06.11.2010            | вища    | позапартійний          | Ленський сільський клуб, завідувач                                                     |